# Ú̧
Cette page contient des caractères spéciaux ou non latins. S’ils s’affichent mal (▯, ?, etc.), consultez la page d’aide Unicode.
Ú̧ (minuscule : ú̧), appelé U accent aigu cédille, est un graphème utilisé dans l’écriture de certaines langues camerounaises dont le dii, le karang et le pana, ainsi que dans l’écriture du mortlock et du puluwat. Il s’agit de la lettre U diacritée d’un accent aigu et d’une cédille.

## Utilisation
En langues camerounaises suivant l’Alphabet général des langues camerounaises, ‹ u̧ › représente un U nasalisé et l’accent aigu indique le ton haut. Il ne s’agit d’une lettre à part entière, et elle placée avec le U sans accent ou avec un autre accent dans l’ordre alphabétique.
Le u cédille accent aigu ‹ ú̧ › peut être utilisé en mortlock et puluwat.

## Représentations informatiques
Le U accent aigu cédille peut être représenté avec les caractères Unicode suivants :
- précomposé et normalisé (latin supplément-1, diacritiques) :

| formes    | représentations | chaînes de caractères | points de code | descriptions                                              |
| --------- | --------------- | --------------------- | -------------- | --------------------------------------------------------- |
| capitale  | Ú̧               | Ú◌̧                    | U+00DA U+0327  | lettre majuscule latine u accent aigu diacritique cédille |
| minuscule | ú̧               | ú◌̧                    | U+00FA U+0327  | lettre minuscule latine u accent aigu diacritique cédille |

- décomposé et normalisé (latin de base, diacritiques) :

| formes    | représentations | chaînes de caractères | points de code       | descriptions                                                          |
| --------- | --------------- | --------------------- | -------------------- | --------------------------------------------------------------------- |
| capitale  | Ú̧               | U◌̧◌́                   | U+0055 U+0327 U+0301 | lettre majuscule latine u diacritique cédille diacritique accent aigu |
| minuscule | ú̧               | u◌̧◌́                   | U+0075 U+0327 U+0301 | lettre minuscule latine u diacritique cédille diacritique accent aigu |

## Sources
- (en) Lee E. Bohnhoff, A Description of Dii Phonology, Grammar, and Discourse, Ngaoundéré, Cameroun, Dii Literature Team, 2010 (lire en ligne)
- (en) Ward Hunt Goodenough et Hiroshi Sugita, Trukese–English dictionary : Pwpwuken tettenin fóós: chuuk-ingenes, Philadelphie, American Philosophical Society, 1980, 399 p. (ISBN 0-87169-141-8, lire en ligne)
- Ibirahim Njoya, Précis d’orthographe pour la langue pana, Yaoundé, Cameroun, Association Camerounaise pour la Traduction de la Bible et l’Alphabétisation, 2010 (lire en ligne)
- Robert Ernst Ulfers, Dictionnaire karang - français, 2007 (présentation en ligne, lire en ligne)